# Desa (Raszien)
Desa war Groß-Župan von Fürstentum Raszien von ca. 1161 bis 1165. 
Nach der Niederlage seines Vaters Uroš II. wurde Desa von Byzanz als Groß-Župan eingesetzt, Raszien kam unter byzantinische Vorherrschaft. Desa wagte einen erfolglosen Aufstand gegen Byzanz und wurde abgesetzt. Mit ihm endete die Linie der Urošević, und es kam die Zeit der bedeutendsten serbischen Herrscherdynastie, die der Nemanjiden.
| Vorgänger | Amt                             | Nachfolger |
| --------- | ------------------------------- | ---------- |
| Uroš II.  | Großžupan von Raszien 1161–1165 | Tihomir    |

| Personendaten    | Personendaten         |
| ---------------- | --------------------- |
| NAME             | Desa                  |
| KURZBESCHREIBUNG | serbischer Groß-Župan |
| GEBURTSDATUM     | vor 1161              |
| STERBEDATUM      | nach 1165             |